# Zhou Zhaoqian
Dans ce nom chinois, le nom de famille, Zhou, précède le nom personnel.
Pour les articles homonymes, voir Zhou.
Zhou Zhaoqian (en arabe : 周兆谦), née le 11 octobre 1997, est une athlète handisport chinoise concourant dans la catégorie T54 pour les athlètes en fauteuil roulant.
Elle remporte deux médailles d'or — sur le 100 m et le 1 500 m — et une médaille de bronze — sur le 400 m — lors des Jeux de 2020.

## Jeunesse
Victime d'un accident de la circulation à l'âge de 5 ans, elle doit être amputée de la jambe gauche.

## Palmarès
| Date | Compétition           | Lieu    | Place | Course   | Temps           |
| ---- | --------------------- | ------- | ----- | -------- | --------------- |
| 2018 | Jeux paraasiatiques   | Jakarta | 1re   | 100 m    | 16 s 69         |
| 2018 | Jeux paraasiatiques   | Jakarta | 1re   | 200 m    | 30 s 54         |
| 2018 | Jeux paraasiatiques   | Jakarta | 2e    | 400 m    | 57 s 34         |
| 2019 | Championnats du monde | Dubaï   | 2e    | 100 m    | 16 s 23         |
| 2019 | Championnats du monde | Dubaï   | 4e    | 400 m    | 55 s 40         |
| 2019 | Championnats du monde | Dubaï   | 7e    | 1 500 m  | 3 min 36 s 81   |
| 2021 | Jeux paralympiques    | Tokyo   | 1re   | 100 m    | 15 s 90         |
| 2021 | Jeux paralympiques    | Tokyo   | 3e    | 400 m    | 54 s 10         |
| 2021 | Jeux paralympiques    | Tokyo   | 1re   | 1 500 m  | 3 min 27 s 63   |
| 2021 | Jeux paralympiques    | Tokyo   | 14e   | marathon | 1 h 55 min 46 s |